# A Diamond in the Mind: Live 2011
Albums de Duran Duran
All You Need Is Now
(2010) Paper Gods
(2015)
A Diamond in the Mind: Live 2011 est un album live et film du groupe britannique Duran Duran, sorti en 2012. Il s'agit de la captation d'un concert enregistré le 16 décembre 2011 à la Manchester Evening News Arena.

## Liste des titres
1. Before the Rain
2. Planet Earth
3. A View to a Kill
4. All You Need Is Now
5. Come Undone
6. Blame the Machines
7. The Reflex
8. Girl Panic!
9. Ordinary World
10. Notorious
11. Hungry Like the Wolf
12. (Reach Up for The) Sunrise
13. The Wild Boys / Relax
14. Rio

## Crédits
Duran Duran
- Simon Le Bon  : chant
- John Taylor : basse, chœurs
- Nick Rhodes : claviers, chœurs
- Roger Taylor : batterie

## Musiciens additionnels
- Dominic Brown : guitare, chœurs
- Mr Hudson : guitare, chœurs (1)
- Kiesza : guitare, chœurs (2)
- Nile Rodgers : guitare, chœurs (4)
- John Frusciante : guitare (7, 10, 12, 15)
- Jonas Bjerre : guitare (9)
- Steve Jones : guitare (13)
- Lindsay Lohan : chœurs (6)
- Hollie Cook : chœurs (8)
- Anna Ross : chœurs (10, 13)
- London Youth Choir : chorale (12)
- Voce Chamber Choir : chorale (12)

## Le film
Pour plus de détails, voir Fiche technique et Distribution.
Le concert a également été édité en DVD et Blu-ray.

### Fiche technique
- Réalisation : Gavin Elder[4]
- Montage : Gavin Elder, James Tonkin, Andrew Philip, Matt Cronin
- Mixage : Andrew 'Snake' Newton
- Design : Rory McCartney
- Directeur de la photographie : Den Lennie
- Photographies : Sarah Jeynes, Stephanie Pistel, Tony Wooliscroft
  - Photographie de couverture : Nick Rhodes
- Producteur :  James Tonkin

Productrice déléguée : Wendy Laister

### Liste des titres
1. Return To Now (Intro)
2. Before the Rain
3. Planet Earth
4. A View to a Kill
5. All You Need Is Now
6. Blame the Machines
7. Safe (In the Heat of the Moment)
8. The Reflex
9. The Man Who Stole A Leopard
10. Girl Panic!
11. White Lines (Don't Do It)
12. Careless Memories
13. Ordinary World
14. Notorious
15. Hungry Like the Wolf
16. (Reach Up for The) Sunrise
17. The Wild Boys / Relax
18. Rio
19. A Diamond in the Mind (crédits)

Bonus
1. Duran Duran 2011 (documentaire)
2. Come Undone
3. Is There Something I Should Know?